# アムステル川
アムステル川（オランダ語：Amstel）は、オランダを流れる川で、アムステルダム中心部で各運河に接続された後にアイ湾に流入する川である。アムステルダムの名前の由来となった川として知られている。
川の水源は南ホラント州のニュウコープ (Nieuwkoop)で接続しているアーク運河および、途中の北ホラント州のアウトホールン (Uithoorn)付近で合流するクロメ・マイドレヒト川 (Kromme Mijdrecht)である。北ホラント州と南ホラント州、また北ホラント州とユトレヒト州の境界線ともなっている。河口付近ではアムステルダム市街地の環状運河（シンゲル運河、プリンセン運河、カイゼル運河、ヘレン運河）と直角交差した後に、アムステルダム基礎自治体本庁舎（ストペラと呼ばれている、いわゆる市庁舎）前を通過してムント広場前でローキン運河に接続される。川の水は各運河を通じてアイ湾に流入する。
川には中洲が一箇所あり、アムステルフェーン市街地の南東にあるこの島は、アムステル島と呼ばれている（島には小さな造船所がある）。

## 関連項目

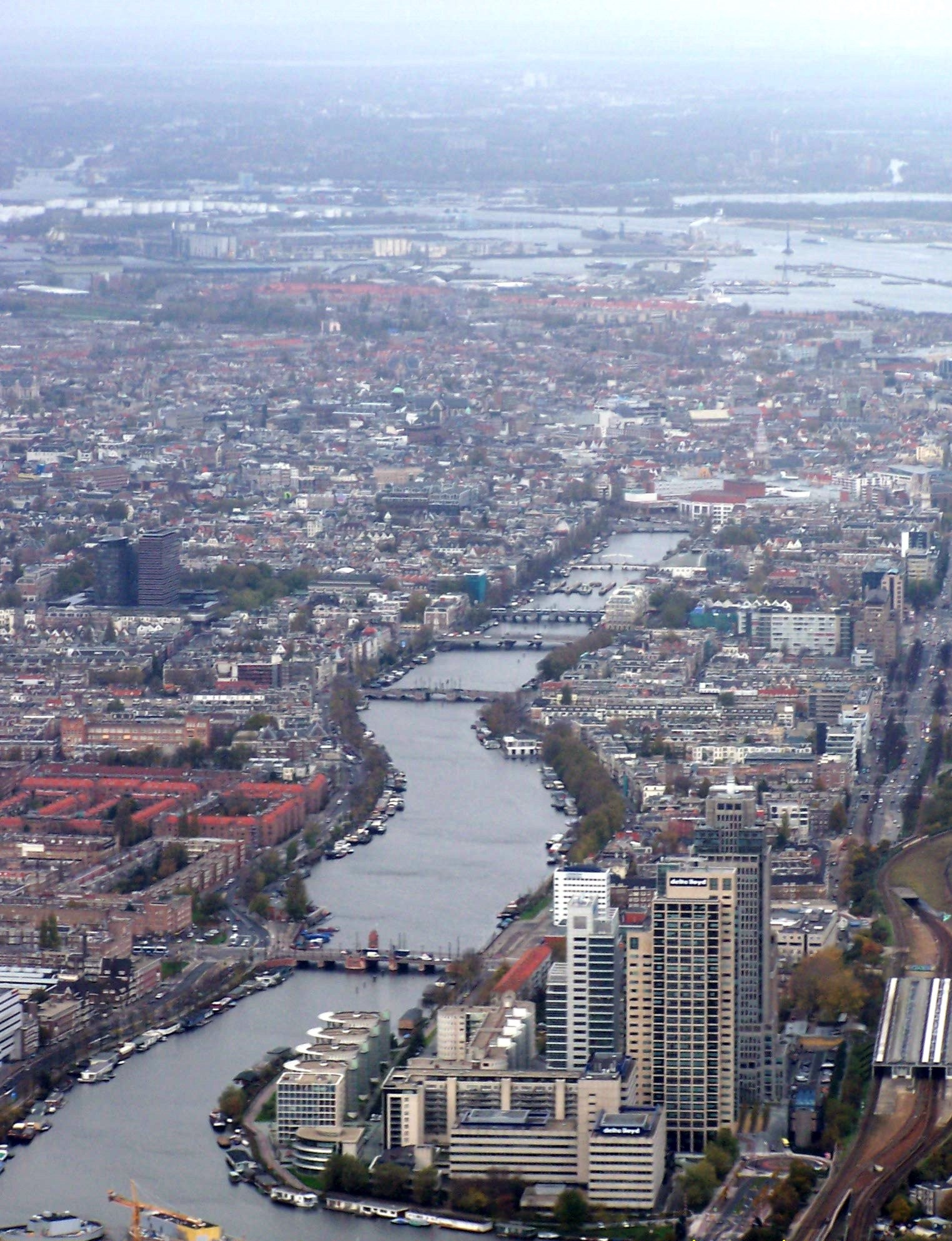
アムステルダム付近

## 流域の自治体・都市
オランダ
南ホラント州：ニュウコープのニュウフェーン地区(Nieuwveen)
ユトレヒト州
北ホラント州：アウトホールン、アムステルフェーン、アウデル・アムステル、アムステルダム